# Thalerommata
Thalerommata là một chi nhện trong họ Barychelidae.

## Các loài
- Thalerommata gracilis Ausserer, 1875
- Thalerommata macella (Simon, 1903)
- Thalerommata meridana (Chamberlin & Ivie, 1938)